# Flim-Flam!
Flim-Flam! Psychics, ESP, Unicorns, and Other Delusions (Flim-Flam! Psíquicos, ESP, unicornios y otros delirios) es un libro de 1980 del mago y escéptico James Randi sobre afirmaciones paranormales, ocultismo y pseudociencias. En 1982 se publicó una edición con prólogo del autor de ciencia ficción Isaac Asimov. Randi explora temas que dice que los científicos y los medios de comunicación están demasiado dispuestos a promover sin el escepticismo y la experiencia adecuada.

## Contenido
Timothy Ferris escribió que Flim Flam! "iluminará a cualquier lector que no entienda claramente que no existe ni un fragmento de evidencia que demuestre que el Triángulo de las Bermudas representa una amenaza especial para los barcos y aviones, que la Tierra está siendo visitada por naves espaciales extraterrestres, que el poder de la mente sin ayuda puede leer libros cerrados, predecir nuestro futuro o inducir la levitación, o que los 'cirujanos psíquicos' de Filipinas han liberado a sus pacientes de cualquier carga más problemática que su dinero ". Randi critica los diseños descuidados del estudio y los controles defectuosos de las investigaciones sobre la visualización remota por Russell Targ y Harold Puthoff.
George Kauffman escribió: "Randi explora y expone los escandalosos engaños que se promueven ampliamente en los medios de comunicación que buscan sensacionalismo". El libro pide a los "investigadores" que sean responsables de sus fracasos e imposturas. Randi escribe que el público está mal servido por científicos que investigan lo paranormal que no se adhieren a los estándares de su profesión y muestra cómo se siguió una investigación descuidada con la racionalización de sus fracasos. El libro explora repetidamente la naturaleza descuidada de la investigación sobre lo paranormal, señalando cuán comúnmente el descuido y la interpretación selectiva que no serían tolerados en otros campos de investigación se aceptan en las investigaciones de lo sobrenatural. Randi documenta cómo el método científico a menudo se tuerce y se dobla para adaptarse al tema de la investigación.
Una anécdota en el libro es la experiencia de Randi como astrólogo de un periódico en Montreal bajo el nombre de Zo-ran, donde cortó horóscopos de viejas revistas de astrología y los asignó aleatoriamente a los doce signos del zodíaco, publicando los resultados. Randi también desacredita el libro Chariots of the Gods? destacando, entre otras cosas, el eurocentrismo del autor. La meditación trascendental y la medicina holística de Edgar Cayce también son sometidas a escrutinio escéptico de Randi. El autor también deconstruye las hadas de Cottingley, en particular abordando cómo Arthur Conan Doyle se enamoró del engaño. También se discute la ausencia total de cualquier evidencia física de ovnis.
Las secciones posteriores del libro cubren casos específicos de hazañas paranormales en las que se consultó a Randi como experto o juez. Estos incluyen pruebas de radiestesia y poder piramidal. En estas anécdotas, el lector aprende algunos de los métodos utilizados por los charlatanes, como adivinar cartas, inclinar mesas, leer con los ojos vendados y producir fotografías. Randi anuncia un premio anual para "el psíquico que engaña al mayor número de personas con el menor esfuerzo" y los científicos, periodistas y fundaciones que engañan. El "trofeo Uri" es una cuchara doblada sobre una "base endeble y bastante transparente". Escribe que los ganadores serán notificados telepáticamente.

## Recepción
Timothy Ferris escribió en The New York Times Book Review que es "un libro saludable y, a menudo, divertido". Describió el "trofeo Uri" como típico de los "dispositivos alegres" del libro de Randi. Ferris citó la "inclinación por el sarcasmo y el énfasis excesivo" de Randi como un inconveniente y consideró que esta "mano dura" era apropiada para los charlatanes que se benefician del fraude, pero menos para los verdaderos creyentes sinceros aunque crédulos. Señaló que Randi se disculpó por esto, describiéndolo como "matar un mosquito con un mazo".
Kirkus Reviews afirma que Flim Flam! tiene un ritmo rápido y un mensaje claro. También criticaron el "estilo abrasivo" de Randi, pero afirman que después, "Randi ha expuesto los fraudes descarados y los esquemas para hacer dinero, las escandalosas declaraciones erróneas y falsificaciones de datos en respetadas revistas científicas, la justa arenga parece justificada." La revista describe las anécdotas sobre los casos en los que Randi estuvo involucrado como juez o experto como absorbentes y afirma que van muy lejos para dejar el punto, "si diseñas el experimento adecuadamente, no se demuestran poderes extraordinarios". Concluyendo, "al final del libro, la oferta personal de Randi de $10,000 a pagar a cualquiera que demuestre con éxito habilidades paranormales bajo las condiciones adecuadas de prueba parece segura sin lugar a dudas".
David Langford revisó Flim-Flam! para White Dwarf#43, y declaró que "siempre pone ante tus narices las partes de la historia que los libros de los creyentes omiten: incluso si te inclinas hacia el loco, me refiero al punto de vista acrítico, debes consultar estos libros para conocer los argumentos del abogado del diablo. Son importantes. En un mundo donde una onza de sensacionalismo se vende mejor que una tonelada de racionalidad cualquier día, son muy importantes".
El escrito de Jack Kirwan en la National Review adoptó el tono del libro describiendo la escritura como "un estilo jugoso de derribarlos" y declarando, "Randi toma los pesos pesados de la escena paranormal: von Däniken, ovnis, Uri Geller, MT, y los introduce en la picadora de carne de investigación crítica". El San Francisco Chronicle declaró: "Flim-Flam! es una excelente descripción general de las afirmaciones paranormales que analiza engaños médicos, fotografía psíquica, meditación trascendental, astronautas antiguos, ovnis, etc. Muchas fotografías capturan a los estafadores en el acto".
En una revisión de la edición en cinta de audio en el Journal of College Science Teaching, George Kauffman escribió sobre el análisis de Randi de los fracasos de los "investigadores" paranormales: "Al señalar claramente sus errores y tergiversaciones, proporciona un caso convincente que sorprenderá e iluminará al oyente, especialmente uno incapaz de distinguir entre la investigación científica genuina y las tonterías pseudocientíficas que resultan en teorías fantásticas y falacias. El Lodi News-Sentinel afirmó que Flim Flam! logra desacreditar lo sobrenatural.
En 2001, la revista Skeptic incluyó a Flim Flam! en el número tres en sus "Diez mejores libros recomendados para escépticos". El novelista Christopher Brookmyre enumeró a Flim Flam! entre cuatro de las mejores "obras que evidencian un racionalismo vivo, claro y entretenido". En una entrevista de 2010, el mago Teller lo enumeró como uno de los cuatro libros "En mi biblioteca". A partir de 2014 Flim-Flam! Psíquicos, ESP, unicornios y otros delirios ha sido citado en periódicos, revistas generales y científicas, desde su publicación inicial en 1980 hasta la actualidad. Google Scholar enumera 82 citas.
Durante una entrevista en TAM! en 2012, Penn Jillette declaró que leyó Flim-Flam! en la escuela secundaria y "Randi ya había comenzado a cambiar [su] vida".

## Historial de publicaciones
Flim Flam! fue publicado originalmente en tapa dura por Thomas Y. Crowell Co. y luego por Lippincott Crowell (una impresión de Harper & Row). Se planeó que la publicación dirigida por Harper & Row fuera de 17.500 ejemplares, pero se redujo a aproximadamente 6.000 y el editor declaró el libro agotado a pesar de los pedidos pagados pendientes. Randi acusó que esto se debía al conflicto de intereses de la editorial, ya que Randi describió el mercado de libros que promueven la creencia en lo sobrenatural como "posiblemente la mayor fuente de ingresos del negocio editorial en la actualidad". Harper & Row lo negó. Una edición revisada con prólogo de Isaac Asimov fue publicada en 1982 por Prometheus Books. Desde 2001, el libro está disponible en inglés, noruego, polaco, español, italiano y chino.

## Ediciones
- Edición para iPad/iPhone, 2011[25]
- Edición noruega 1994 (¡Engaños y trampas!)
- Edición española por Tikal, Madrid, 1994 (Fraudes paranormales)
- Edición polaca 1994
- Cinta de casete (extractos) edición 1995 de Prometheus[4][26]
- Edición italiana 1999 (Fandonie)
- Edición china, 2001
- Edición punjabi, 2003